# 诺格拉迪·费伦茨
诺格拉迪·费伦茨（匈牙利語：Nógrádi Ferenc，1940年11月15日—2009年5月19日），匈牙利男子足球运动员，司职前锋。他曾代表匈牙利参加1964年夏季奥林匹克运动会足球比赛，获得一枚金牌。